# Saison 4 de Columbo
Chronologie
Saison 3 Saison 5
La série télévisée Columbo comporte six épisodes diffusés de septembre 1974 à avril 1975.

## Épisode 1:Exercice fatal
- États-Unis : NBC, 15 septembre 1974
- France : TF1, 19 juin 1975

Bernard L. Kowalski
- Photographie : William Cronjager
- Musique : Dick De Benedictis (et Henry Mancini pour le thème Sunday Mystery)
- Durée : 94 minutes

- Robert Conrad (Milo Janus) (VF : Jacques Thébault)
- Gretchen Corbett (Jessica Conroy) (VF : Francine Lainé)
- Pat Harrington (Buddy Castle) (VF : Roger Rudel)
- Collin Wilcox Paxton (Ruth Stafford) (VF : Jocelyne Darche)
- Philip Bruns (Gene Stafford) (VF : William Sabatier)
- J.R. Clark (Harry Lassiter) (non crédité)
- Manuel Depina (photographe) (non crédité)
- Jude Farese (Al Murphy) (VF : Serge Lhorca) (non crédité)
- Victor Izay (examinateur médical) (non crédité)
- Susan Jacoby (Rose) (non créditée)
- Eric Mason (Fred) (non crédité)
- Don Nagel (Doberman) (non crédité)
- Raymond O'Keefe (sergent Rickets) (non crédité)
- Kathleen O'Malley (infirmière) (non créditée)
- Dennis Robertson (Jerry) (non crédité)
- Mel Stevens (Dr Freeman) (non crédité)
- Darrell Zwerling (Lewis Lacey) (VF : Jacques Ebner) (non crédité)

Milo Janus est un homme soigneux, très athlétique, passionné de culture physique. Il est également fier de sa réussite sociale. Il est propriétaire d'une marque, à son nom, de salles de musculation dont les franchisés se trouvent malgré eux et à leur insu à devoir s'approvisionner, à un prix prohibitif, chez d'autres sociétés de vente d'affaires de sport qu'il possède en cachette. Il s'agit d'une évasion fiscale d'un montant de presque deux millions de francs suisses. L'un des franchisés, Gene Stafford est un ancien contrôleur de gestion. Il découvre la fraude qui est à l’œuvre. Il annonce à Janus qu'il va révéler ce qu'il a découvert à l'administration fiscale. 
Janus va le soir même dans la salle de musculation dont Gene est propriétaire afin de le tuer. Ainsi, au terme d'une course-poursuite dans le bâtiment, Gene meurt la trachée écrasée. Le meurtrier maquille la scène de crime en positionnant sa victime sur un appareil de sport avec un imposant poids de fonte en travers de la gorge. Il prend également soin de lui changer ses chaussures de ville contre des baskets et de le vêtir d'un ensemble de sport. Rentré chez lui, l'assassin utilise des enregistrements qui laissent penser que la victime lui téléphone vers 21 h lorsque des amis, qu'il a conviés chez lui à une projection privée d'un film, peuvent lui procurer un alibi.
- Dans l'épisode, alors qu'on lui révèle que Milo Janus a 53 ans, Columbo dit croire que l'intéressé n'a pas quarante ans.

Ce qui est en réalité le cas, Robert Conrad n'étant âgé que de 39 ans lors du tournage.
- Columbo affirme une nouvelle fois que sa femme a un problème de poids, mais qu'il aime qu'une femme soit bien en chair.
- Robert Conrad était très en forme pour ce tournage et a tenu à le montrer. Il porte durant tout l'épisode des vêtements fort moulants ou juste un slip de bain.
- Le sujet de l'évasion fiscale est évoqué dans cet épisode, avec Milo Janus ayant recours à des pratiques comptables complexes pour tromper les propriétaires de sa franchise de salles de musculation. À un moment donné, il confie à Buddy Castle qu'il sera bientôt assis sur un matelas de deux millions de francs suisses.
- Lors de la scène du restaurant, Milo Janus se fait servir un Chianti. Or, la forme de la bouteille évoque plutôt un vin français du sud-est.
- Un meurtre réel à Sarcelles 14 juillet 1995 a été inspiré par cet épisode : Jean-Bernard Wiktorska, imprimeur de 42 ans, est empoisonné au Rohypnol par son épouse Nadège Gallet, ancienne standardiste, avec la complicité de son amant Jean-Stéphane Saizelet, un prisonnier en cavale[1]. Comme la victime ne faisait pas de musculation, sa femme lui a acheté un banc de musculation pour la fête des pères[2],[3],[4],[5],[6].
- Pour la version française, les deux personnages principaux de l'épisode (outre Columbo lui-même) sont doublés par Roger Rudel et Jacques Thébault, reconstituant ainsi le célèbre duo de voix de la série Les Mystères de l'Ouest (Rudel y doublait Ross Martin alias Artemus Gordon).

## Épisode 2:Réaction négative
- États-Unis : NBC, 15 octobre 1974
- France : TF1, 10 juillet 1975

Alf Kjellin
- Photographie : William Cronjager
- Musique : Bernardo Segall (crédité Bernardo Segal) (et Henry Mancini pour le thème Sunday Mystery)
- Durée : 91 minutes

- Dick Van Dyke (Paul Galesko) (VF : Jean Berger)
- Don Gordon  (Jacques Deschler) (VF : Pierre Fromont)
- Larry Storch  (M. Weekly, examinateur d’auto-école) (VF : Philippe Ogouz)
- Antoinette Bower  (Françoise Eleonore Galesko) (VF : Julia Dancourt)
- Joyce Van Patten (Sœur de la mission Saint-Mathieu) (VF : Nicole Favart)
- David Sheiner (Ray, Pierre en VF) (VF : Georges Atlas)
- Michael Strong (sergent Hoffman) (VF : Jacques Deschamps)
- Vito Scotti (Thomas Dolan, l'ivrogne) (VF : Francis Lax)
- John Ashton (Calvin Mac Gruder, l'agent immobilier) (VF : Serge Lhorca)
- Fred Draper (policier scientifique) (non crédité)
- Joanna Cameron (Lorna McGrath) (VF : Francine Lainé)
- Alice Backes (Mme Moyland) (VF : Jane Val)
- Bill Zuckert (le capitaine) (VF : Claude Bertrand)
- Irene Tedrow (Mme Charleswort) (VF : Lita Recio)

Paul Galesko, célèbre photographe, décide de tuer sa femme tyrannique.
Pour faire croire à la police que sa compagne se trouve être victime d'un enlèvement, il colle sur une feuille blanche des caractères d'imprimerie découpés en vrac dans un journal pour fabriquer une lettre anonyme. Il a donc créé de toutes pièces une revendication du kidnapping de son épouse. Il se l'envoie par la poste.
Il photographie ensuite sa compagne, qu'il a ligotée sur une chaise à l'intérieur d'une ferme inhabitée. Il veille à ce qu'une pendulette sur le linteau de la cheminée, dans le cadre de la photo, indique nettement une heure qui validera son alibi. Il tire ensuite sur sa femme et laisse son cadavre sur les lieux.
Par ailleurs, le meurtrier a fait miroiter à Deschler, un petit escroc récemment sorti de prison, un emploi d'assistant photographe. Sous ce prétexte, il lui a fait acheter le ranch pour l'occasion et lui a donné un appareil photo (qu'il lui a volé entre-temps dans sa chambre de motel pour pouvoir prendre le cliché de sa compagne ligotée, appareil remis ensuite discrètement à sa place). Galesko veut ainsi faire croire que Deschler se trouve être l'auteur de l'enlèvement et de la mort de sa femme. 
Galesko fait venir Deschler dans une casse automobile sous un prétexte fallacieux. Ayant emmené avec lui une arme à feu, Galesco tire sur l'escroc à une distance de plusieurs mètres, le tuant sur le coup. Puis en retournant l'arme contre lui-même, le photographe se blesse volontairement par un tir à la jambe à bout portant mais sans gravité, afin de faire croire à un échange de coups de feu accéditant la culpabilité de Deschler.
- Columbo explique que cela fait sept ans (huit ans dans la VF) qu'il a son imperméable. Il est alors dans un centre d'aide aux démunis pour interroger un témoin, et la sœur le prend pour un vagabond. Il y a, d'ailleurs, une incohérence dans cette scène, puisque la sœur l'appelle "Lieutenant" alors qu'il ne s'est pas encore présenté (il n'en a d'ailleurs pas eu le temps). Dans la VO, elle l'appelle "brother". La sœur est jouée par Joyce Van Patten, qui reviendra dans l'épisode Meurtre à l'ancienne de la Saison 6.
- L'arrivée de Columbo dans cet épisode est particulièrement tardive (21e minute, soit après deux assassinats). Son enquête commence d'ailleurs sur la seconde victime.
- Par ailleurs, c'est l'un des rares épisodes où le criminel revendique avoir tué une personne (en évoquant la légitime défense).
- C'est également un des rares épisodes dans lequel on le voit discuter de son enquête avec son capitaine.
- À noter, pour la première fois à l'écran, John Ashton dans le rôle de l'agent immobilier.
- On peut remarquer une incohérence dans la scène du crime : Paul Galesko emploie un Luger P08 pour tuer sa femme. Or, le dessus de l'arme est relevé, ce qui veut dire qu'elle n'est pas chargée.
- Une erreur de montage est visible à la fin de l’épisode quand l’inspecteur montre le réveil sur l’agrandissement de la photo de Galesko, un plan est avec sa main droite, la gauche sur le plan suivant.
- À la fin de l'épisode, Galesko prend l'appareil sur l'étagère puis affirme que le négatif doit encore s'y trouver. Ce qui est une grosse erreur des scénaristes. À l'époque, la photographie était à procédé argentique et le négatif d'une photo était le film, lui même découpé lors du tirage de la photo. Et s'il s'agit d'une photo instantanée (de type Polaroïd), il n'y a aucun négatif car c'est la photo qui contient les produits chimiques, le film que l'on retirait montrait bien une image inversée en n&b mais ne permettait pas de refaire un autre tirage. Donc, comme Columbo présente un agrandissement, c'était forcément depuis un film négatif et celui-ci est retiré (après la prise de photo) pour être développé dans un bain chimique et donner la bande négatif livrée avec les tirages. Le grand photographe Galesko n'aurait jamais dû commettre cette erreur et s'incriminer.

## Épisode 3:Entre le crépuscule et l'aube
- États-Unis : NBC, 27 octobre 1974
- France : TF1, 3 juillet 1975

Harvey Hart
- Photographie : Jack Priestley (crédité Jack Priestly)
- Musique : Bernardo Segall (et Henry Mancini pour le thème Sunday Mystery)
- Durée : 94 minutes

- Patrick McGoohan (Col. Lyle C. Rumford) (VF : Jacques Thébault)
- Tom Simcox (William Haynes) (VF : Jean-Claude Michel)
- Mark Wheeler (Cadet Roy Springer) (VF : Pierre Guillermo)
- Karen Lamm (Susan Gerard) (VF : Sylviane Margollé)
- Burr DeBenning (Capitaine Loomis) (VF : Yves-Marie Maurin)
- Madeleine Sherwood (Miss Brady)
- Sidney Armus (Officier Corso) (VF : Joseph Falcucci)
- Bruno Kirby (Cadet Morgan) (VF : François Leccia)
- Bruce Kirby (Sgt. George Kramer) (VF : Jacques Deschamps)

Un homme portant des gants est en train de dévisser la tête d’un obus et d'en enlever la poudre pour la remplacer par des petits paquets allongés. La pendule indique 6h05, c’est alors l’aube. Après s'être débarrassé de la poudre dans un évier, il met sa casquette, enfile sa vareuse et sort avec l'obus dissimulé dans celle-ci. Puis il va déposer l'obus dans un coffre cadenassé et referme le coffre à clef. Il traverse ensuite une esplanade au centre de laquelle trône un vieux canon de la première guerre mondiale et enfonce un chiffon dans le tube de l’engin. Soudain, au loin, il aperçoit une grosse bombonne de verre, remplie d'un liquide clair et pendue à une poutre près d'une fenêtre. Visiblement cet élément l'exaspère. Nous voyons donc le colonel Lyle C. Rumford, un officier de la vieille école, rigide, rugueux, calculateur et froid. Cet homme dirige une académie militaire d'une main de fer.
Dans son bureau, sa secrétaire l’avertit de l’arrivée imminente de William Haynes, le petit-fils du fondateur de l’école et ancien élève. Le colonel le méprise fortement. Ce mépris s’est transformé en détestation depuis qu’il sait que celui-ci entend ouvrir l’école aux filles, perspective qui révulse le gradé. Le ton monte rapidement entre les deux hommes. Le colonel a laissé à dessein la porte entrouverte et sa secrétaire entend William décider, contre la volonté apparente du colonel, de présider lui-même la cérémonie pour l’anniversaire de l’école. 
Sur l’esplanade, après que William Haynes a passé les troupes en revue, vient le moment du coup de canon qui va clore la cérémonie. Il revient à William d’allumer la mèche. Une recrue apporte un obus et le glisse dans le canon. William l’allume. Le canon explose et William est tué sous les yeux de tous. 
Peu après, on retrouve Columbo sur les lieux du drame, en train d'inspecter la scène du crime, et qui trouve dans le gazon un morceau de chiffon à moitié calciné. Le colonel Rumford fait l’éloge funèbre de William. Columbo lui fait part de sa découverte. Le colonel lui répond qu’il s’agit sûrement des restes d’un chiffon de nettoyage, sans doute laissé par le cadet chargé d’entretenir le canon. Celui-ci, se nomme Roy Springer, et est considéré comme un « mauvais élément ». Tandis que Columbo va voir Springer, un de ses agents l’informe qu’on a trouvé un plan - il s’agit de celui d’un gymnase - dans les affaires du mort. Springer apprend à Columbo que l'entretien du canon constitue un honneur. Columbo trouve étonnant d'avoir confié une telle charge honorifique à un cadet plutôt mal vu. 
Le colonel invite Columbo à déjeuner au mess face à tous les élèves. Alors que le colonel accable Springer, suspect idéal, Columbo lui répond qu’à son avis Springer cache quelque chose mais n’est pas coupable. Plus tard, Columbo confie au colonel qu’il se demande si ce n’était pas à lui qu’on en voulait, hypothèse que le colonel, qui tient à ce qu'on en reste à la thèse de l'accident, estime « ridicule ». 
Columbo demande au colonel de passer une ou deux nuits dans l’établissement, ce que le colonel ne peut lui refuser. Arrivé dans la chambre qu’on lui a assignée, Columbo questionne un cadet sur un éventuel nouveau gymnase, mais personne ne semble au courant. L’enquête révèle que les analyses balistiques ont détecté des traces de gélignite, un explosif très puissant qu’on n’utilise pas au collège qui se contente de nitrate de sodium, substitution qui montre qu’il s’agit, non d’un accident, mais d’un assassinat. 
Le colonel va voir Springer et l’informe qu’il risque désormais d’être inculpé pour meurtre. Pendant ce temps, Columbo s'entretient avec la secrétaire du colonel qui lui révèle que Springer a l’habitude de faire le mur pour rejoindre une fille et lui indique par ailleurs que c’est sur sa propre insistance que William a présidé la cérémonie, alors que le colonel avait tenté de l’en dissuader. 
Columbo apprend que Springer s’est enfui. Il se rend alors à l’école de filles voisines, où il parvient à retrouver la petite amie, puis Springer lui-même et le convainc de retourner à l’académie. Suit une entrevue entre le colonel, Springer et Columbo, d’où il ressort que Springer ne peut être coupable d’avoir laissé le chiffon dans le canon puisque cette nuit-là, délaissant les devoirs de sa charge, il a fait le mur pour rejoindre sa petite amie. Furieux face à cet alibi inattendu, le colonel place immédiatement Springer aux arrêts pour abandon de poste. 
Columbo apprend du colonel que trois personnes détenaient les clés de l’armurerie : l’officier de semaine, Springer et le colonel. Or, Springer était cette nuit-là avec sa petite amie. Pour toute réponse, le colonel lui déclare qu’il s’est couché à 22 heures et n'a été réveillé qu’à 6H30 par son "boy de semaine".  Le lendemain, Columbo évoque - plans du futur gymnase à l'appui - l’ouverture prochaine de l'académie aux filles projetée par William pour redresser sa fréquentation déclinante. Le colonel lui rétorque que jamais le conseil d’administration n’aurait avalisé cette lubie.
Au cours de sa seconde nuit à l’Académie, Columbo est réveillé en sursaut par une inspection. Le colonel, qui fait une fixation sur le trafic de cidre distillé dans l’établissement, fait fouiller les chambres puis les sanitaires. Mais on ne trouve rien car Columbo, qui a repéré grâce aux traces de suie que la trappe de ventilation des toilettes était souvent manipulée, a subtilisé le cidre. Il a ainsi sauvé la mise à la bande de cadets qui se livre à ce trafic mais exige d'eux en échange des explications sur celui-ci et des précisions sur les horaires exacts des allers-retours de la fameuse bouteille d’alcool de cidre.
- il s'agit de l'un des rares épisodes où le meurtre est apparent via le comportement d'autrui ; ici il s'agit des hurlements de la foule.
- Le tournage a eu lieu au collège militaire de Charleston en Caroline du Sud, surnommé La Citadelle.
- Un Emmy Award est décerné à Patrick McGoohan en 1975 pour son rôle dans cet épisode.
- Bruce Kirby joue avec son fils Bruno Kirby dans cet épisode, bien qu'ils n'aient aucune scène en commun.
- Il existe une novélisation de cet épisode, signée Henry Clement, sous deux titres et dans deux traductions différentes en français : Au son du canon (Presses de la Cité, 1976) et Aux premières lueurs de l'aube (Pocket, 1991).

## Épisode 4:Eaux troubles
- États-Unis : NBC, 9 février 1975
- France : TF1, 6 novembre 1976

Ben Gazzara
- Photographie : William Cronjager
- Musique : Dick De Benedictis (et Henry Mancini pour le thème Sunday Mystery)
- Durée : 93 minutes

- Robert Vaughn (Hayden Danzinger) (VF : Claude Joseph)
- Jane Greer (Sylvia Danzinger) (VF : Jacqueline Porel)
- Dean Stockwell (Lloyd Harrington) (VF : Gérard Hernandez)
- Bernard Fox (Preston Watkins) (VF : Jacques Dynam)
- Robert Douglas (Dr. Frank Pierce) (VF : Jean-Henri Chambois)
- Patrick Macnee (Capitaine Gibbans) (VF : Jean Berger)
- Poupée Bocar (Rosanna Wales) (VF : Perrette Pradier)
- Susan Damante Shaw (Melissa) (VF : Sylviane Margollé)
- Peter Maloney (Artie Podell) (VF : René Bériard)
- Curtis Credel (Magicien) (VF : Yves-Marie Maurin)

Columbo et sa femme ont gagné une croisière en paquebot depuis la Californie jusqu'à Mazatlán au Mexique. Sur le navire, la chanteuse Rosanna Wells a une altercation avec le pianiste Lloyd Harrington, qui fait partie de son équipe et qui est un ex-amoureux éconduit. En même temps, elle fait du chantage vis-à-vis de Hayden Danziger, un riche homme marié, dont elle a été récemment la maîtresse il y a quelques semaines de cela.
Après une menace directe de tout révéler à sa femme, qu'il a épousée pour sa fortune, Hayden monte minutieusement son coup pour se débarrasser de cette maîtresse cupide et dangereuse. Familier du navire, sur lequel il a l’habitude d’inviter ses collaborateurs - des concessionnaires automobiles - il est un client important qui connaît tout le monde et les moindres recoins. Il profite ainsi de sa proximité avec le commissaire de bord pour subtiliser son passe-partout et s'en confectionner un double à l’aide d’un emporte-pièce qu’il jette ensuite par-dessus bord. Puis, il s'introduit dans la cabine d'Harrington et y dépose une facture (on apprendra plus tard que c’est celle du revolver qu’il va utiliser) au fond d'une malle. Ensuite, il va à la piscine, inhale discrètement deux capsules de nitrite d’amyle, un vaso-dilatateur, fait un malaise et s'écroule dans le bassin. Évidemment, il est immédiatement secouru et aussitôt transporté à l'infirmerie. Là, le médecin du bord, qui constate une arythmie cardiaque et une poussée de tension, en déduit qu'il a fait un début d’infarctus et décide donc de le garder en observation pour la nuit.
À 23 heures, heure de l’entracte, Rosanna, au terme de la première partie de son tour de chant, retourne pour quelques instants dans sa cabine. Hayden se glisse hors de son lit à l'insu de l'infirmière, subtilise des gants de chirurgien, revêt un uniforme de steward, emporte un revolver qu'il avait dissimulé dans ses affaires et s’introduit dans la cabine de Rosanna. Alors que celle-ci est en train de se remaquiller, il la tue en utilisant un oreiller pour étouffer la détonation et prend soin de dessiner grossièrement au rouge à lèvres un « L » sur le miroir de la coiffeuse. Puis, il se débarrasse de l’arme dans un bac à linge. Enfin, après avoir revêtu son pyjama, il remonte quatre à quatre l'escalier de service pour rejoindre juste à temps l'infirmerie, effort qui engendre naturellement une accélération soudaine de son rythme cardiaque mais dont l'infirmière ne comprend évidemment pas la cause. Le lendemain, Hayden jettera ses gants à la mer.
Avec un alibi en béton et des indices accablants contre Harrington, Hayden pense avoir réussi un crime parfait. Mais le mieux est l’ennemi du bien : il a péché par surcroît de précautions et c’est l’excès même de ses manigances qui va se retourner contre lui et le perdre.
Sitôt le corps découvert, Columbo est appelé en urgence par le commandant. Tout le monde est réuni dans la cabine de Rosanna, dont le cadavre est encore chaud. La présence des bijoux de la victime exclut le vol comme mobile. Columbo, qui ne se sent pas bien à cause du roulis, demande à aller à l’infirmerie, où il remarque une plume sur le sol. L’infirmière l’informe de la présence d’un malade - Hayden - qui a fait une crise cardiaque dans la chambre à côté. Columbo retourne auprès du médecin légiste qui lui indique que, la balle ayant fait exploser le cœur, la mort a dû être immédiate. Columbo s’interroge : comment aurait-elle pu alors commencer à écrire au rouge à lèvres le nom de son assassin sur le miroir ? L’altercation de Rosanna avec Harrington est évoquée. Columbo va aussitôt apprendre la nouvelle à l’intéressé pour scruter sa réaction, et il en profite pour examiner ses mains, sur lesquelles il ne trouve aucune trace de poudre. Les charges semblent cependant suffisantes au commandant pour remettre Harrington à la police mexicaine dès la prochaine escale. Pendant que Columbo vérifie le temps nécessaire pour parcourir la distance entre l’infirmerie et la cabine de Rosanna, six étages plus bas, on découvre dans la cabine d’Harrington la facture d’un revolver, acheté à Las Vegas. Hayden, qui observe l’activisme de Columbo, commence à s’inquiéter et lui demande d'un air détaché à quel titre il semble chargé de l’enquête. Pendant ce temps, on découvre l’arme du crime dans la lingerie. Elle correspond à la facture retrouvée dans la cabine d’Harrington, dont le sort semble ainsi scellé. 
Hayden insiste pour que la culpabilité d’Harrington soit reconnue, mais Columbo ne voit pas pourquoi celui-ci aurait conservé la facture d’une arme destinée à commettre un meurtre. Columbo manifeste le souhait d’interroger les invités de Hayden, ce qui irrite ce dernier, trouvant que Columbo va chercher midi à quatorze heures alors que le coupable semble tout désigné. Columbo lui rétorque que l’assassin avait beaucoup de clés : celle de la cabine de Harrington, celle de Rosanna et celle de la lingerie, soit probablement un passe-partout et que celui-ci a pu être fabriqué à l’aide d’un emporte-pièce, outil courant chez les concessionnaires automobiles pour refaire en urgence des clés de voiture. Il ne comprend pas non plus pourquoi l’arme n'a pas été jetée à la mer, alors que les gants ont disparu. Si l’assassin a pu jeter les gants, pourquoi n’a-t-il pas jeté l’arme en même temps ? Puis, Columbo, qui a appris entretemps l’existence d’un escalier de service, vérifie à nouveau le temps minimum pour faire l’aller-retour entre l’infirmerie et la cabine de Rosanna et fait contrôler son pouls, qui frôle les 120. Il fait ensuite vérifier le nombre de gants de chirurgie et on constate alors qu’il en manque une paire. Columbo va alors voir Harrington pour savoir s’il connaissait Hayden et lui confie qu’à son avis c’est celui-ci l’assassin mais qu’il n’en a pas la preuve.
Bavardant sur le pont supérieur avec la femme de Hayden, Columbo apprend que son mari va souvent à Las Vegas pour affaires. Il apprend aussi du médecin que l’on peut provoquer artificiellement un début de crise cardiaque en inhalant du nitrate d’amyle, vendu en capsules. Il se rend donc à la piscine pour examiner le filtre sous l’œil attentif de Hayden qui l’observe avec de plus en plus d’inquiétude. 
Comme le commandant s’agace de son enquête qui, pour lui, tourne le dos aux évidences, Columbo lui montre les enregistrements du pouls de Hayden, qui traduisent une brusque élévation vers 23 h 30, heure à laquelle il a dû remonter quatre à quatre les six étages entre la cabine de Rosanna et l’infirmerie. Et, quand le médecin lui fait observer que Hayden a néanmoins eu tous les symptômes d’un authentique début de crise cardiaque, il lui montre deux capsules de nitrite d’Amyle qu’il vient de récupérer dans le filtre de la piscine.
Columbo va ensuite retrouver Hayden au bar et lui glisse qu’il manque une paire de gants de chirurgie à l’infirmerie et qu’il est vraiment dommage qu’on ne les ait pas retrouvés, ce qui aurait permis de boucler l’affaire. Hayden décide alors de risquer le tout pour le tout : après avoir subtilisé une nouvelle paire de gants, il tire avec ceux-ci sur un tas de chiffons puis cache les gants ainsi maculés de poudre dans l’enrouleur d’un tuyau d’incendie.
- À propos du malaise de Columbo lors de son arrivée sur les lieux du crime, la version française nous incite à croire, à dessein, que l'inspecteur est indisposé à la vue du sang. À en juger sur la VO, il s'agit bel et bien d'un malaise lié au roulis. Voici le dialogue (partiel) : Le commandant (à Columbo) : Vous n'êtes pas endurci à ce genre de choses ? (sous-entendu : à la "vue" du sang). Réponse du lieutenant (en VF) : hein... oh pas du tout, la preuve. Mais ça... ça va aller... Je m'sens mieux. Réponse du lieutenant (en VO) : Non, c'est pas "ça". Je vais bien, juste... ça va aller. Lorsque le lieutenant s'adresse plus tard à l'infirmière, l'ambiguïté, pour le spectateur francophone, est levée : il souffre du mal de mer. Toutefois, dans le deuxième épisode de la saison suivante, il déclare que la vue du sang l'indispose (conversations avec le chirurgien).
- Le tournage s'est déroulé sur le navire de croisière Sun Princess. La chanteuse interprète la chanson italienne Nel blu dipinto di blu plus connue sous le titre Volare, l'orchestre interprète aussi Mexican Hat Dance plus connue en France sous le nom de La Raspa.
- C'est l'un des rares épisodes où les faits ne se déroulent pas sur le territoire américain (de même que le quatrième épisode de la deuxième saison S.O.S. Scotland Yard qui se déroule en Angleterre et le quatrième épisode de la cinquième saison Question d'honneur qui se déroule au Mexique).
- C'est la première fois que Columbo apparait dès le début de l'épisode, tandis qu'il court; et c'est aussi la première fois qu'il change de costume.
- Patrick Macnee apparaît ici en special guest star. C'est l'acteur bien connu de la série britannique Chapeau melon et bottes de cuir.
- Bernard Fox, qui joue ici le rôle d'un commissaire de marine, était déjà à l'affiche de l'épisode S.O.S. Scotland Yard de la saison 2. Il y interprétait le détective-chef Superintendant William Durk (Detective Chief Superintendent).
- Dean Stockwell, qui joue ici le rôle de l'amant éconduit Lloyd Harrington, était déjà à l'affiche de l'épisode Le Grain de sable de la saison 2. Il y interprétait la victime Eric Wagner.
- À environ 39 minutes et 30 secondes, lors d'une scène avec Peter Maloney, son "grain de beauté" à la commissure de la lèvre droite (début de la scène) alterne à gauche (milieu de la scène) avant de revenir à sa commissure droite (fin de la scène). En réalité, la scène est inversée (effet miroir). En effet, on peut également le constater sur la chemise de l'acteur par exemple : les boutons sont alternativement à gauche puis à droite de l'ouverture de la chemise.

## Épisode 5:Play Back
- États-Unis : NBC, 2 mars 1975
- France : TF1, 26 juin 1975

Bernard L. Kowalski
- Photographie : Richard C. Glouner
- Musique : Bernardo Segall (crédité Bernardo Segáll) (et Henry Mancini pour le thème Sunday Mystery)
- Durée : 70 minutes

- Oskar Werner (Harold van Wyck) (VF : Yves-Marie Maurin)
- Gena Rowlands (Elizabeth van Wyck) (VF : Evelyn Séléna)
- Robert Brown (Arthur Midas) (VF : François Leccia)
- Patricia Barry (Francine) (VF : Nicole Favart)
- Trisha Noble (Marcy) (VF : Maïté Monceau)
- Martha Scott (Margaret Midas) (VF : Régine Blaess)
- Herbert Jefferson Jr. (Baxter) (VF : Patrice Keller)
- Bart Burns (Thompson) (VF : Jean-François Laley)
- Steven Marlo (Policier) (VF : Jacques Deschamps)
- Joe O'Hara (Assistant) (VF : François Leccia)

Elizabeth est handicapée moteur et ne se déplace qu'en fauteuil roulant. Sa mère, Margaret Midas, est la propriétaire d'une importante compagnie d'électronique spécialisée en domotique. Cette entreprise familiale est dirigée par Harold Van Wyck, le mari d'Elizabeth. La maison du couple est d'ailleurs truffée d'aménagements divers : portes s'ouvrant au claquement des mains, ascenseur de rampe pour fauteuil roulant, circuit complet de caméras de surveillance interne. Margaret est insatisfaite des résultats de son gendre. En outre, elle a découvert qu'il avait plusieurs maîtresses. Sans mettre sa fille au courant de ses infidélités, elle décide alors de le renvoyer de son travail.
Dans la soirée, alors que sa femme est au lit à l'étage, Harold abat sa belle-mère Margaret dans le salon. Il a pris soin de se dissimuler hors-champ pour commettre son méfait puisque seule la victime est visible par la caméra du circuit interne. Le meurtrier part ensuite à un vernissage. En s’arrangeant avec les câbles de sa machinerie, il s'organise pour que la bande vidéo du meurtre soit diffusée sur l'écran de la sécurité avec un écart qui lui permette de ne plus être dans les lieux. Grâce à une montre à affichage numérique par diode (une technologie de pointe à l'époque), il peut faire opportunément remarquer son heure d'arrivée à l'hôtesse qui l'accueille.
- Gena Rowlands est la femme de John Cassavetes, alors meilleur ami de Peter Falk.
- Oskar Werner est notamment connu pour avoir interprété Jules dans le film Jules et Jim, de François Truffaut, aux côtés de Jeanne Moreau (Catherine) et Henri Serre (Jim). Il a également joué dans Fahrenheit 451, du même Truffaut.
- Gena Rowlands et Peter Falk avaient déjà joué ensemble dans le film Une femme sous influence de John Cassavetes.
- L'œuvre classique que la victime écoute juste avant son assassinat est la ballade nº 1 en sol mineur, op. 23 composée par Frédéric Chopin.
- Lorsque l'assassin quitte son domicile après avoir commis son assassinat, un gros plan laisse entrevoir que la victime, supposément morte, cligne légèrement des paupières.
- Le mobile du meurtre, à savoir la destitution de Harold de son poste de Président de la compagnie doublée d'une enquête sur ses supposées infidélités, n'est jamais évoqué lors de l’enquête de Columbo.
- L'un des deux épisodes, avec Une étrange association, où Columbo arrive malade sur le lieu du crime. À ce moment-là, il tente de soigner une rhinopharyngite.
- Pour la première fois Columbo tire au revolver… mais c'est dans un carton rempli de sable.
- Oskar Werner, parfaitement bilingue, devant se doubler par contrat en français dans cet épisode, n'en eut pas le temps. Après plusieurs reports, il décéda avant de pouvoir le faire, il fut donc remplacé par Yves-Marie Maurin (voix française régulière de David Hasselhoff).
- Dans cet épisode, comme souvent, Columbo s'initie aux nouveautés technologiques de son temps (montre à affichage digital, appareils de domotique, enregistreurs vidéo) et les tourne à son avantage pour coincer le coupable. Dans l'épisode Deux en un, ultérieur à celui-ci, Columbo fera pourtant semblant de découvrir le magnétoscope, également utilisé pour faire croire à un décalage temporel du meurtre.

## Épisode 6:État d'esprit
- États-Unis : NBC, 27 avril 1975
- France : TF1, 26 mai 1975

Harvey Hart
- Durée : 70 minutes

- George Hamilton (Dr. Marcus Collier) (VF : Bernard Murat)
- Lesley Ann Warren (Nadia Donner) (VF : Danielle Volle)
- Stephen Elliott (Karl Donner) (VF : Jean-Henri Chambois)
- Karen Machon (Dr. Anita Borden) (VF : Michelle Bardollet)
- Fred Draper (David Morris) (VF : Louis Arbessier)
- Ryan MacDonald (Charles Whelan) (VF : Jean-Claude Michel)
- Jack Manning (Daniel Morris)
- William Wintersole (Dr. Hunt) (VF : Robert Le Béal)
- Gloria Kaufman (Brenda)
- Redmond Gleeson (Arnold)
- Kathy Speirs (réceptionniste)
- Morris Buchanan (Homme de laboratoire)
- Vance Davis (Officier Hendryx)
- Danny Wells (Gary Keppler) (VF : Francis Lax)
- Bruce Kirby (Sgt. George Kramer) (VF : Jacques Deschamps)

Le Dr. Marcus Collier est psychanalyste et chercheur en analyse de comportement. Cela fait plusieurs mois qu'il a une liaison avec Nadia Donner, l'une de ses patientes. Cette femme est depuis des années psychologiquement fragile. Elle subit une relation toxique avec ce médecin qui la drogue de façon récurrente, sans aucune déontologie médicale, lors de séances d'hypnose. Le mari trompé, Karl Donner, confronte les amants dans une villa au bord de la mer qui appartient au couple légitime ; une bagarre s'ensuit où Karl reçoit un coup fatal à la tête, porté par le docteur. Les amants maquillent la scène en faisant croire que le couple légitime se soit retrouvé attaqué par deux rôdeurs, dans la soirée, à un horaire où Collier était loin des lieux. En quittant la villa en trombe, le docteur croise le chemin d'un passant aveugle et de son chien-guide qu'il manque d'écraser tous les deux.
Columbo trouve vite des anomalies dans le récit de Nadia. Mis au courant, le docteur se rend compte que la jeune femme risque d'avouer. Il l'hypnotise alors en lui laissant un ordre post-hypnotique. À l'instant où il l'appellera et prononcera un mot particulier, elle se sentira obligée de s'enfermer chez elle puis de se jeter du balcon de son appartement (au 5e étage) dans la piscine attenante à l'immeuble. Dans son délire, cette femme croira sincèrement qu'elle va simplement prendre un bain de minuit et qu'elle va plonger, non pas de son balcon, mais depuis le rebord de sa piscine. Il l'appelle dans la soirée alors qu'il se trouve avec des amis et devant le lieutenant Columbo lui-même. Il lui donne le code, prétextant un faux numéro. Nadia ôte alors ses vêtements très précautionneusement et se jette dans le vide. 
- Columbo trouve des traces de pneus minces sur les lieux du crime, de type européen comme sa Peugeot 403 cabriolet de 1959, ce qui l'oriente vers la piste du Dr Collier qui conduit une Mercedes. La présence d'une pierre à briquet sur la moquette de la scène de crime est le second indice qui oriente les soupçons de Columbo vers le Dr Collier.
- Le laboratoire d'analyse comportementale dans lequel le Dr Collier et le Dr Borden travaillent utilise un marquage de couleur au sol pour tester l'aptitude des souris à se repérer dans un labyrinthe. De manière ironique, le même système est employé à l'attention des visiteurs et du personnel pour les aider à s'orienter dans les vastes locaux.
- On retrouve comme de temps en temps Bruce Kirby en tant que sergent à fort caractère. C'est un des rares personnages récurrents de l'entourage professionnel de Columbo.
- L'acteur George Hamilton réapparaît en 1991 dans un épisode de Columbo intitulé Attention ! Le meurtre peut nuire à votre santé (Caution - Murder Can Be Hazardous to Your Health), où il incarne à nouveau le rôle du meurtrier, celui de Wade Anders. Gros fumeur dans ce premier épisode, il déteste l'odeur du tabac dans le second.
- L’épisode « La vie est un songe » (S9E2) de la série Les Experts montre également l’hypnose comme méthode criminelle.